# Evangelische Pfarrkirche (Ober-Mossau)

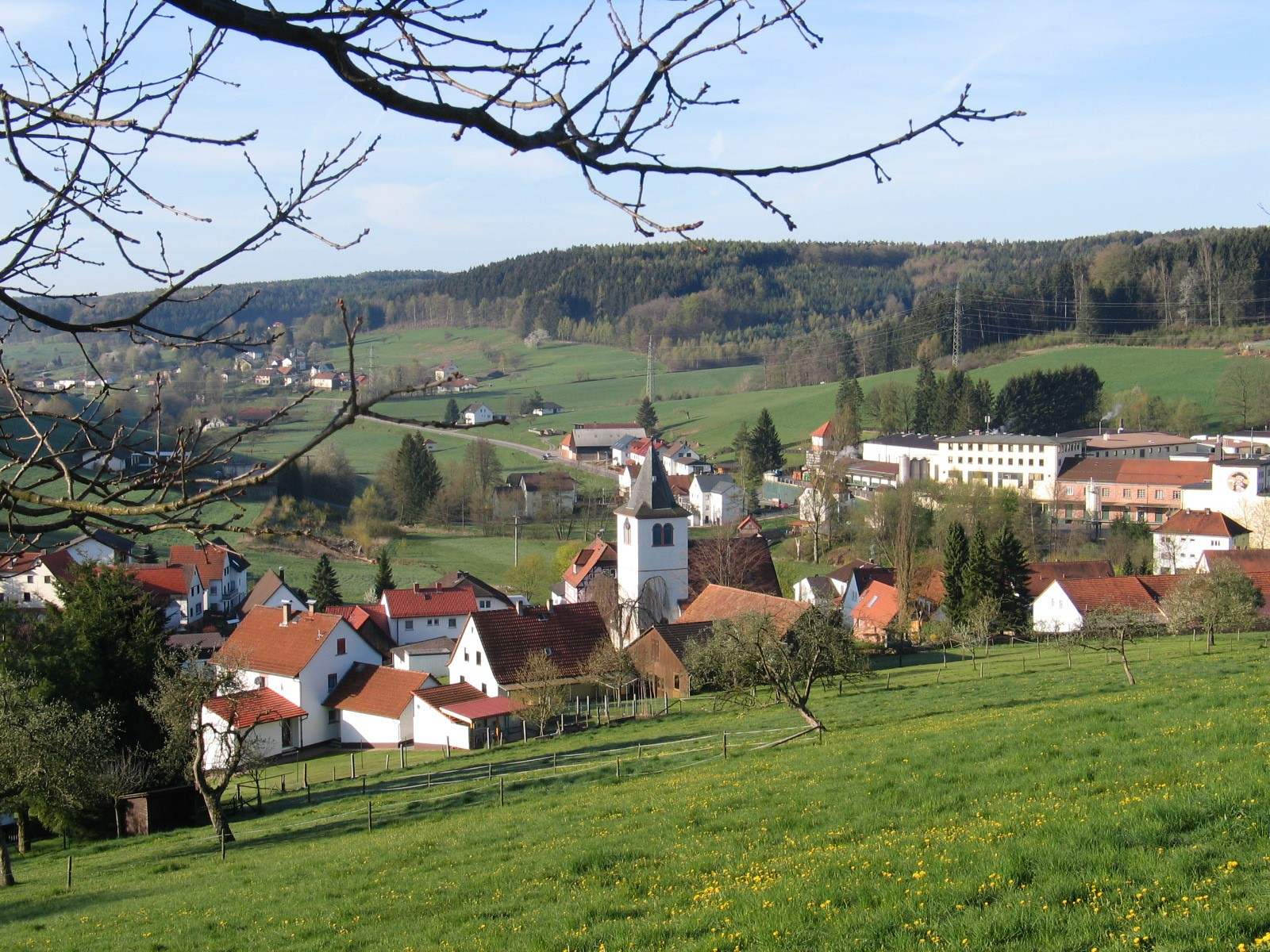
Die Kirche im Ortsteil

Die evangelische Pfarrkirche in Ober-Mossau, einem Ortsteil der Gemeinde Mossautal im Odenwaldkreis in Hessen, entstand im hohen Mittelalter als Sitz einer Johanniterkommende und wurde zur Zeit der Reformation evangelisch. Als Kulturdenkmal steht die Kirche unter Denkmalschutz. Die Kirchengemeinde Güttersbach und Mossau gehört zum Dekanat Odenwald der Propstei Starkenburg der Evangelischen Kirche in Hessen und Nassau.

## Geschichte
Die Kirche wurde 1253 erstmals erwähnt und war einst Sitz einer Johanniterkommende, die großen Besitz in den umliegenden Orten hatte: in beiden Mossau, in Rehbach, Steinbuch, Gersprenz, Ober-Kainsbach und Langen-Brombach. Der Johanniterorden hat sich auf Betreiben der Schenken von Erbach angesiedelt, auf ihn geht der Bau der Kirche wahrscheinlich auch zurück. Der Orden zog zur Zeit der Reformation ab und die Kirche wurde evangelisch. Die Pfarrei wurde 1557 aufgelöst und erst 1849 wieder eingerichtet.

## Beschreibung

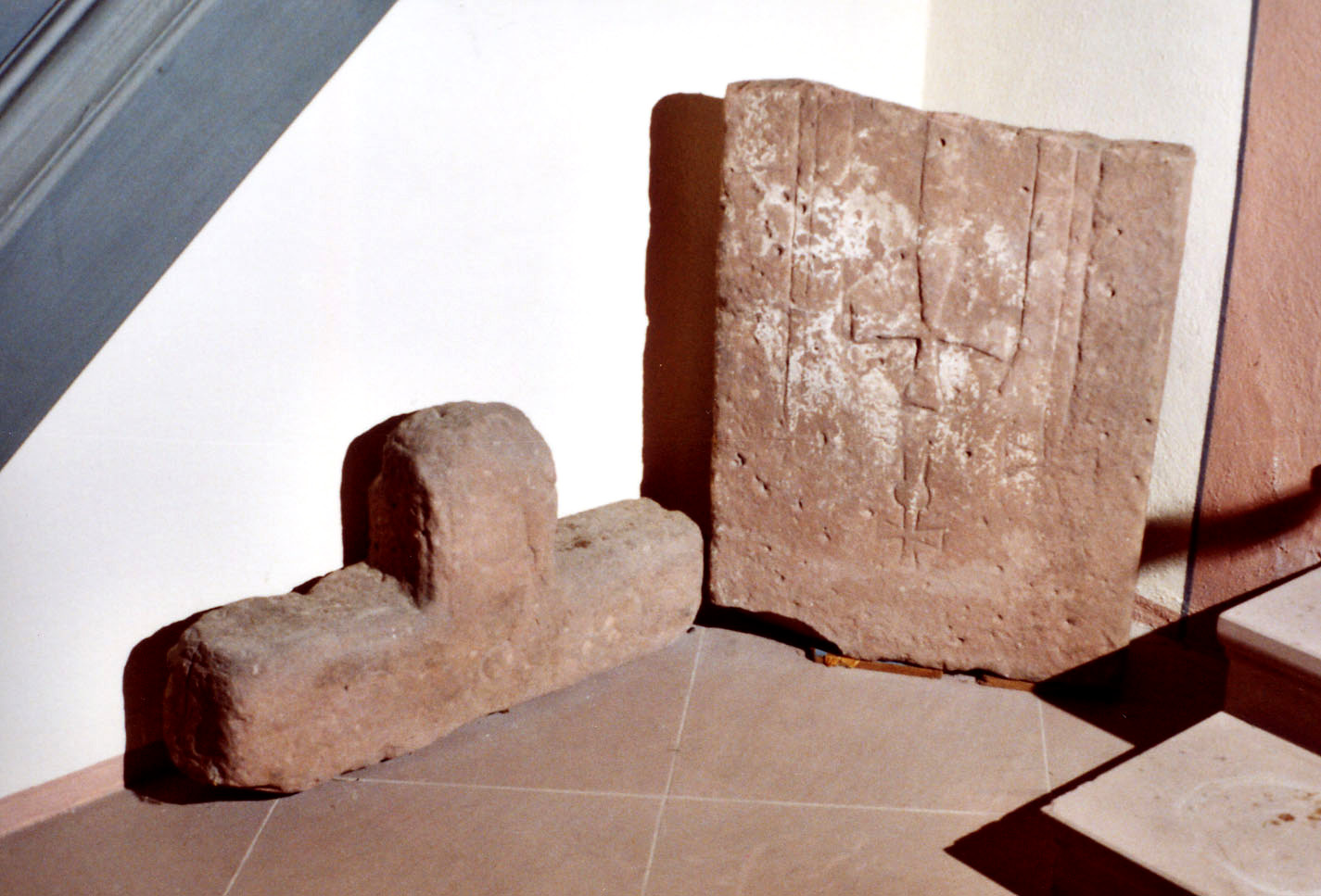
Steinfragmente in der Kirche

Die Kirche ist eine einschiffige Chorturmkirche. Sie stammt im Kern aus der Zeit der frühen Gotik, das Langhaus wurde 1501 verbreitert und erhielt dabei seine heutigen Portale, der Turmhelm wurde im 19. Jahrhundert erhöht. Ebenfalls im 19. Jahrhundert erhielt die Kirche ihre heutige flache Decke. Im Kreuzrippengewölbe des Chorturms haben sich Malereien aus dem 15. Jahrhundert erhalten. Zur weiteren historischen Ausstattung zählen eine 1981 aufgefundene frühgotische Grabplatte, die auf einer eigenen Empore rechts vom Chorbogen befindliche Orgel von 1866 sowie das Fragment eines Steinkreuzes („Spinnmädchenkreuz“, Bild), das einst an der Straße zur Spreng stand. An der historischen Kirchhofmauer sind zwei zopfige Grabsteine von 1778/79 erhalten.